# أرسين كوبا
أرسين كوبا (بالفرنسية: Arsène Copa) هو لاعب كرة قدم غابوني في مركز الوسط، ولد في 7 يونيو 1988 في مواندا في الغابون. شارك مع منتخب الغابون لكرة القدم. أما مع النوادي، فقد لعب مع غيور تورنا أوزتالي ونادي مانغاسبورت.

## وصلات خارجية
- أرسين كوبا على موقع قاعدة بيانات كرة القدم.إي يو (الإنجليزية)
- أرسين كوبا على موقع ناشيونال فوتبول تيمز (الإنجليزية)
- أرسين كوبا على موقع Soccerway.com (الإنجليزية)